# Cynanchum chilense
Cynanchum chilense là một loài thực vật có hoa trong họ La bố ma. Loài này được (Phil.) Malme mô tả khoa học đầu tiên năm 1934.